# Ventavon
Ventavon est une commune française située dans le département des Hautes-Alpes en région Provence-Alpes-Côte d'Azur.

## Géographie

### Localisation
Village établi sur un site défensif (une colline) entre Laragne-Montéglin et Gap.
Sept communes sont limitrophes de Ventavon :
| Savournon | Esparron, Barcillonnette | Monêtier-Allemont                |
|           | Ventavon                 | Claret (Alpes-de-Haute-Provence) |
| Lazer     | Upaix                    | Thèze (Alpes-de-Haute-Provence)  |

### Transports
Le territoire communal est traversé par les routes départementales 21 (reliant Savournon à la RD 1085), 21a (desservant le chef-lieu de la commune), 942 (reliant Laragne-Montéglin à Monêtier-Allemont) et 1085 (en direction de Sisteron).
L'autoroute A51 longe le canal EDF.

### Climat
Pour des articles plus généraux, voir Climat de Provence-Alpes-Côte d'Azur et Climat des Hautes-Alpes.
En 2010, le climat de la commune est de type climat méditerranéen altéré, selon une étude du Centre national de la recherche scientifique s'appuyant sur une série de données couvrant la période 1971-2000. En 2020, Météo-France publie une typologie des climats de la France métropolitaine dans laquelle la commune est exposée à un climat de montagne ou de marges de montagne et est dans la région climatique Alpes du sud, caractérisée par une pluviométrie annuelle de 850 à 1 000 mm, minimale en été.
Pour la période 1971-2000, la température annuelle moyenne est de 10,8 °C, avec une amplitude thermique annuelle de 17,8 °C. Le cumul annuel moyen de précipitations est de 880 mm, avec 6,9 jours de précipitations en janvier et 4,9 jours en juillet. Pour la période 1991-2020, la température moyenne annuelle observée sur la station météorologique de Météo-France la plus proche, « Laragne Montéglin », sur la commune de Laragne-Montéglin à 9 km à vol d'oiseau, est de 12,0 °C et le cumul annuel moyen de précipitations est de 813,8 mm. 
La température maximale relevée sur cette station est de 41,1 °C, atteinte le 28 juin 2019 ; la température minimale est de −17,4 °C, atteinte le 18 décembre 2010,,.
Les paramètres climatiques de la commune ont été estimés pour le milieu du siècle (2041-2070) selon différents scénarios d'émission de gaz à effet de serre à partir des nouvelles projections climatiques de référence DRIAS-2020. Ils sont consultables sur un site dédié publié par Météo-France en novembre 2022.

## Urbanisme

### Typologie
Au 1er janvier 2024, Ventavon est catégorisée commune rurale à habitat très dispersé, selon la nouvelle grille communale de densité à 7 niveaux définie par l'Insee en 2022.
Elle est située hors unité urbaine. Par ailleurs la commune fait partie de l'aire d'attraction de Gap, dont elle est une commune de la couronne,. Cette aire, qui regroupe 73 communes, est catégorisée dans les aires de 50 000 à moins de 200 000 habitants,.

### Occupation des sols
L'occupation des sols de la commune, telle qu'elle ressort de la base de données européenne d’occupation biophysique des sols Corine Land Cover (CLC), est marquée par l'importance des forêts et milieux semi-naturels (60 % en 2018), une proportion sensiblement équivalente à celle de 1990 (60,1 %). La répartition détaillée en 2018 est la suivante : 
forêts (30,3 %), zones agricoles hétérogènes (25 %), milieux à végétation arbustive et/ou herbacée (22,1 %), cultures permanentes (8,3 %), espaces ouverts, sans ou avec peu de végétation (7,6 %), terres arables (3,3 %), mines, décharges et chantiers (2,3 %), prairies (1,2 %).
L'évolution de l’occupation des sols de la commune et de ses infrastructures peut être observée sur les différentes représentations cartographiques du territoire : la carte de Cassini (XVIIIe siècle), la carte d'état-major (1820-1866) et les cartes ou photos aériennes de l'IGN pour la période actuelle (1950 à aujourd'hui).

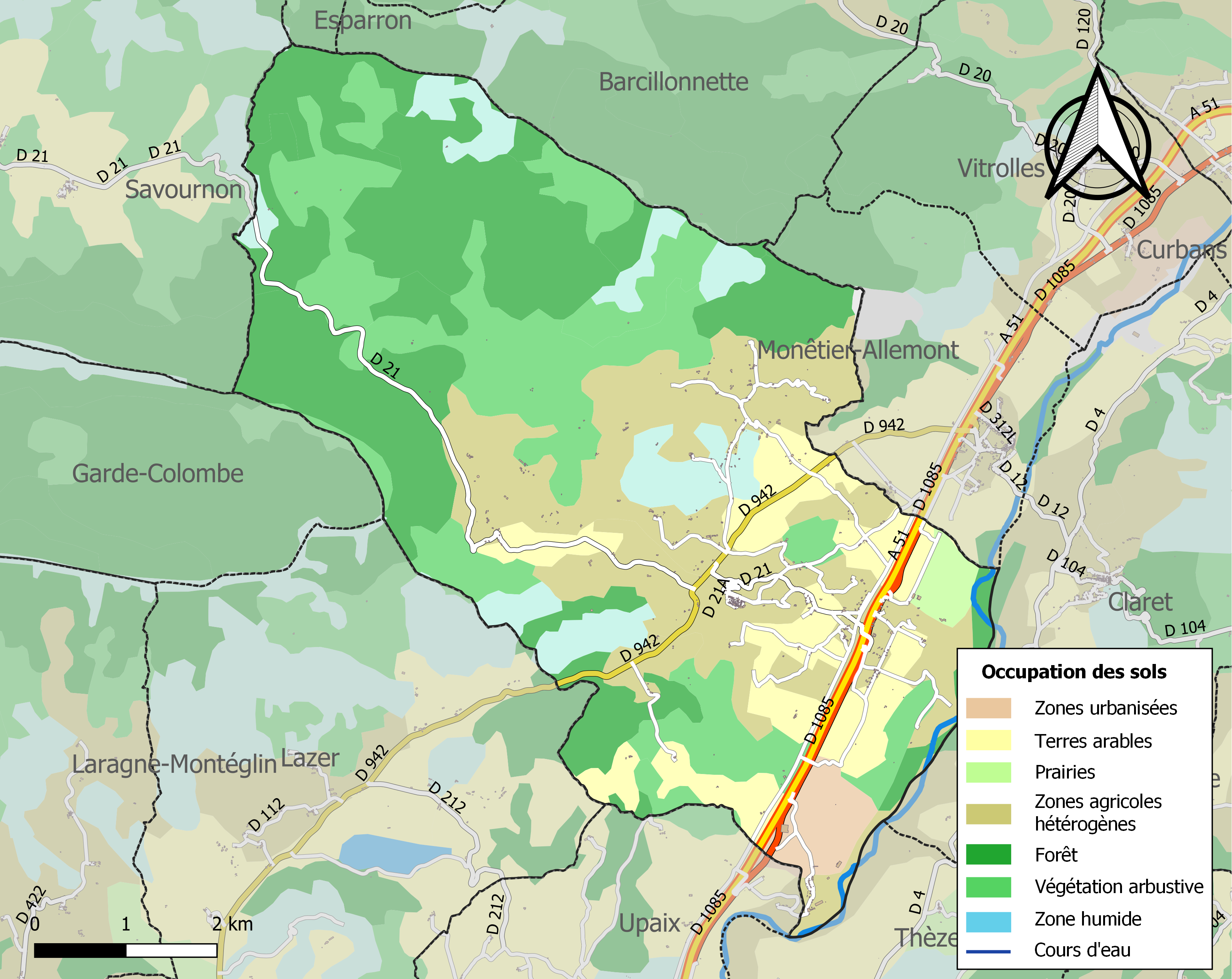
Carte de l'occupation des sols de la commune en 2018 (CLC).

## Toponymie
Le nom de la localité est attesté sous la forme de Ventaio dès 1140 dans les archives de l'abbaye de Bertheaud en Rabou.
Il est communément admis que le toponyme Ventavon dériverait d'une racine celtique Ven qui s'applique à des hauteurs ou rochers, à des rivières et à des habitations, (« hauteur qui domine le paysage »).

## Histoire
Le site de Saint-Ariès est une grande villa, de 2 600 m2, datant des IIe et IIIe siècles. Elle faisait partie d'une agglomération lâche, ou « bourg éclaté » : Alamons ou Alabons, dont le centre correspond à l'actuel Monêtier-Allemont.
Au Moyen Âge, l’église Saint-Laurent dépendait de l’abbaye de Chardavon (actuellement dans la commune de Saint-Geniez), abbaye qui percevait les revenus attachés à cette église.
Guillaume de Moustiers-Gaubert fut seigneur de Ventavon. Il donna une procuration à son fils, le damoiseau Bertrand, en 1312, pour vendre sa part de Moustiers au roi Robert.

## Politique et administration

### Liste des maires
| Période                                  | Période  | Identité     | Étiquette | Qualité                           |
| ---------------------------------------- | -------- | ------------ | --------- | --------------------------------- |
| Les données manquantes sont à compléter. |          |              |           |                                   |
| mars 2001                                | 2014     | Roger Febvre |           |                                   |
| mars 2014                                | En cours | Juan Moreno, |           | Ancienne profession intermédiaire |

Le journal municipal semestriel, Ventavon info, paraît en juillet et en décembre et possède son site internet : Ventavon Info.

### Intercommunalité
Ventavon fait partie :
- de 1995 à 2017, de la communauté de communes du Laragnais ;
- à partir du 1er janvier 2017, de la communauté de communes Sisteronais-Buëch.

## Population et société

### Démographie
L'évolution du nombre d'habitants est connue à travers les recensements de la population effectués dans la commune depuis 1793. Pour les communes de moins de 10 000 habitants, une enquête de recensement portant sur toute la population est réalisée tous les cinq ans, les populations de référence des années intermédiaires étant quant à elles estimées par interpolation ou extrapolation. Pour la commune, le premier recensement exhaustif entrant dans le cadre du nouveau dispositif a été réalisé en 2007.

En 2022, la commune comptait 560 habitants, en évolution de +2,19 % par rapport à 2016 (Hautes-Alpes : +0,4 %, France hors Mayotte : +2,11 %).
| 1793  | 1800 | 1806  | 1821 | 1831  | 1836  | 1841  | 1846 | 1851 |
| ----- | ---- | ----- | ---- | ----- | ----- | ----- | ---- | ---- |
| 1 007 | 912  | 1 086 | 943  | 1 103 | 1 052 | 1 026 | 930  | 839  |

| 1856 | 1861 | 1866 | 1872 | 1876 | 1881 | 1886 | 1891 | 1896 |
| ---- | ---- | ---- | ---- | ---- | ---- | ---- | ---- | ---- |
| 887  | 888  | 816  | 810  | 831  | 802  | 777  | 723  | 671  |

| 1901 | 1906 | 1911 | 1921 | 1926 | 1931 | 1936 | 1946 | 1954 |
| ---- | ---- | ---- | ---- | ---- | ---- | ---- | ---- | ---- |
| 642  | 589  | 668  | 544  | 544  | 503  | 479  | 510  | 543  |

| 1962 | 1968 | 1975 | 1982 | 1990 | 1999 | 2006 | 2007 | 2012 |
| ---- | ---- | ---- | ---- | ---- | ---- | ---- | ---- | ---- |
| 509  | 396  | 392  | 362  | 398  | 456  | 498  | 503  | 498  |

| 2017 | 2022 | - | - | - | - | - | - | - |
| ---- | ---- | - | - | - | - | - | - | - |
| 575  | 560  | - | - | - | - | - | - | - |

### Enseignement
Ventavon dépend de l'académie d'Aix-Marseille. Les élèves de la commune commencent leur scolarité à l'école primaire du village, qui regroupe 21 enfants.

### Santé
Le Centre Hospitalier le plus proche est celui de Sisteron, situé à 24 km.

## Culture locale et patrimoine

### Lieux et monuments
- Église Saint-Laurent de Ventavon
- Château de Ventavon
- Chapelle Notre Dame de la Pitié de Ventavon.

### Personnalités liées à la commune
- Si vous ne connaissez pas le sujet, laissez ce bandeau (vous pouvez alors contacter les auteurs).
- Si vous supprimez le contenu mis en cause (vous pouvez préalablement contacter les auteurs),

argumentez précisément cette suppression dans la page de discussion
(un manque de référence n'est pas un argument ; une recherche réelle de référence doit avoir été effectuée, être formellement documentée).
Jacques Rambaud y a épousé Louise de Moustiers (1540-1607). Le contrat est signé le 11 mars 1565 : mariage de noble Jacques de Rambaud, seigneur de Furmeyer, coseigneur de Montgardin... fils de Guélis... mais le mariage a lieu le 26 mai 1565 à Ventavon[réf. nécessaire].

### Héraldique
| Blason de Ventavon | Blason  | D'azur au lion d'or.                             |
| Blason de Ventavon | Détails | Le statut officiel du blason reste à déterminer. |